# Potelle
Potelle ist eine französische Gemeinde im Département Nord in der Region Hauts-de-France. Sie gehört zum Kanton Avesnes-sur-Helpe im Arrondissement Avesnes-sur-Helpe.

## Geografie
Die Gemeinde Potelle liegt an der Rhonelle im Regionalen Naturpark Avesnois, 17 Kilometer südöstlich von Valenciennes. Sie grenzt im Norden und Nordosten an Villereau, im Osten an Jolimetz, im Südosten an Locquignol, im Südwesten an Louvignies-Quesnoy und im Westen an Le Quesnoy. Die ehemalige Route nationale 351 führt über Potelle.

## Bevölkerungsentwicklung
| Jahr                       | 1962 | 1968 | 1975 | 1982 | 1990 | 1999 | 2006 | 2012 | 2020 |
| Einwohner                  | 168  | 177  | 183  | 251  | 354  | 350  | 359  | 358  | 442  |
| Quellen: Cassini und INSEE |      |      |      |      |      |      |      |      |      |

## Sehenswürdigkeiten
- Schloss Potelle, auf eine mittelalterliche Ringburg des 13. Jahrhunderts zurückgehend, im 16. Jahrhundert zu einem Schloss umgebaut
- Kapelle Saint-Nicolas